# Tõnu Trubetsky
Tõnu Trubetsky (również Tony Blackplait) (ur. 24 kwietnia 1963 w Tallinnie) – estoński muzyk punkrockowy, reżyser filmowy i teledysków oraz anarchista indywidualista.

## Lata młodzieńcze
Tõnu Trubetsky urodził się w Tallinnie jako najstarszy syn Jaana Trubetskyego (z pochodzenia polsko-rusinskiego). W 1981 roku otrzymał nagrodę przez Komitet Kultury Fizycznej i Sportu. Po ukończeniu klasy teatralnej w liceum w Tallinnie, służył w Armii Czerwonej.

## Kariera muzyczna
Po odejściu z wojska w 1984 roku, Tõnu Trubetsky pojawił się w Europie Wschodniej zakładając punkowy zespół Vennaskond, od 2006 roku jest to najstarszy aktywny zespół rockowy w Estonii.
W tym samym czasie był wokalistą innych zespołów muzycznych takich jak Felis Ultramarinus (w 1986 roku), J.M.K.E. (w latach 1986–2009), The Un Concern (w 1988). Był również gitarzystą w zespole Operatsioon Õ w 1995 roku.
W 1989 roku Vennaskond rozpoczęli trasę koncertową w Finlandii z Jim Arrow & the Anachrones. Pierwszy album pojawił się w 1991 roku.
W 1993 roku Trubetsky i Vennaskond mieli swoją piosenkę Insener Garini Hüperboloid która była numerem 1 na estońskich listach przebojów

## Kariera filmowa
W 1992 roku po powrocie z Finlandii do Estonii, Trubetsky pracował jako ochroniarz w ETKVLKooperaator, w pewnym czasie fiński reżyser filmowy Pekka Karjalainen zapytał się go czy nie chciałby się pojawić w filmie Hysteria, przyjął ofertę i zaśpiewał piosenkę Riga My Love w filmie.

## Działalność polityczna
Trubetsky był członkiem Amnesty International od 1992 roku i Ligi Anarchistycznej w Estonii (MAL) od 1995 roku.
Trubetsky jest byłym członkiem Estońskiej Partii Zielonych. Brał udział w wyborach parlamentarnych w Estonii w 2007 roku i do Parlamentu Europejskiego w 2009 roku. 5 sierpnia 2010 roku opuścił Partię Zielonych i przeszedł do Partii Centrum

## Dyskografia

### Vürst Trubetsky & J. M. K. E.
1. Rotipüüdja (2000 r.)

### The Flowers of Romance
1. Sue Catwoman (2004 r.)
2. Sue Catwoman (2004 r.)
3. Paris (2006 r.)

### Kompilacje The Flowers of Romance
1. Punk Occupation 12 (2006 r.)

## Filmografia

### Jako reżyser
1. Millennium (1998 r.)
2. Ma armastan Ameerikat (2001 r.)
3. Sügis Ida-Euroopas (2004 r.)
4. New York (2006 r.)
5. Pirates of Destiny (2007 r.)

### Jako aktor
1. Serenade (1987 r.)
2. The Sweet Planet (1987 r.)
3. War (1987 r.)
4. Hysteria (1992 r.)
5. Moguchi (2004 r.)
6. Punklaulupidu (2008 r.)